# District de Morges
Pour les articles homonymes, voir Morge.
Le district de Morges, dont Morges est le chef-lieu, est l'un des dix districts du canton de Vaud.

## Histoire
Fondé en 1798 lors de la création de la République helvétique, le district était composé de 35 communes divisés en 4 cercles.
Le 1er janvier 2008, lors de la réorganisation cantonale, cinq communes (Bussigny, Chavannes-près-Renens, Écublens, Saint-Sulpice et Villars-Sainte-Croix) ont été retirées du district pour rejoindre le nouveau district de l'Ouest lausannois. À la même occasion, le district de Morges s'est agrandi de la commune d'Allaman, de l'entièreté de l'ancien district d'Aubonne (excepté les communes de Longirod, Marchissy et Saint-George) et de la moitié de l'ancien district de Cossonay.

## Préfets
À la suite de la réorganisation de 2008, la préfecture du district est administrée par deux préfets. Les préfets nommés en 2011 sont Andréa Arn et Pascal Dessauges. Depuis le 28.03.2013, Pascal Dessauges n’administre plus le district, seule Andréa Arn restant préfète du district. Boris Cuanoud est entré en fonction le 1er août 2021 succédant à Andréa Arn qui a fait valoir son droit à la retraite au 1er septembre 2021. 

## Liste des communes
Voici la liste des communes composant le district avec, pour chacune, sa population.
| Nom                 | N° OFS | Population (décembre 2022) | Code postal NPA          |
| ------------------- | ------ | -------------------------- | ------------------------ |
| Aclens              | 5621   | +000557,                   | 1123                     |
| Allaman             | 5851   | +000424,                   | 1165                     |
| Aubonne             | 5422   | +003 791,                  | 1170/1174                |
| Ballens             | 5423   | +000589,                   | 1144                     |
| Berolle             | 5424   | +000301,                   | 1149                     |
| Bière               | 5425   | +001 674,                  | 1145                     |
| Bougy-Villars       | 5426   | +000507,                   | 1172                     |
| Bremblens           | 5622   | +000606,                   | 1121                     |
| Buchillon           | 5623   | +000674,                   | 1164                     |
| Chavannes-le-Veyron | 5475   | +000163,                   | 1148                     |
| Chevilly            | 5476   | +000331,                   | 1316                     |
| Chigny              | 5628   | +000419,                   | 1134                     |
| Clarmont            | 5629   | +000213,                   | 1127                     |
| Cossonay            | 5477   | +004 386,                  | 1304                     |
| Cuarnens            | 5479   | +000545,                   | 1148                     |
| Denens              | 5631   | +000714,                   | 1135                     |
| Denges              | 5632   | +001 774,                  | 1026                     |
| Dizy                | 5481   | +000232,                   | 1304                     |
| Échandens           | 5633   | +002 895,                  | 1026                     |
| Échichens           | 5634   | +003 208,                  | 1112-1114/1125           |
| Éclépens            | 5482   | +001 198,                  | 1312                     |
| Étoy                | 5636   | +002 931,                  | 1163                     |
| Féchy               | 5427   | +000888,                   | 1173                     |
| Ferreyres           | 5483   | +000308,                   | 1313                     |
| Gimel               | 5428   | +002 418,                  | 1188                     |
| Gollion             | 5484   | +001 030,                  | 1124                     |
| Grancy              | 5485   | +000489,                   | 1117                     |
| Hautemorges         | 5656   | +004 256,                  | 1116/1128/1136/1141-1143 |
| La Chaux            | 5474   | +000413,                   | 1308                     |
| La Sarraz           | 5498   | +002 607,                  | 1315                     |
| L'Isle              | 5486   | +001 093,                  | 1148                     |
| Lavigny             | 5637   | +001 034,                  | 1175                     |
| Lonay               | 5638   | +002 672,                  | 1027                     |
| Lully               | 5639   | +000824,                   | 1132                     |
| Lussy-sur-Morges    | 5640   | +000729,                   | 1167                     |
| Mauraz              | 5488   | +0 00065,                  | 1148                     |
| Moiry               | 5490   | +000297,                   | 1148                     |
| Mollens             | 5431   | +000324,                   | 1146                     |
| Mont-la-Ville       | 5491   | +000502,                   | 1148                     |
| Montricher          | 5492   | +000979,                   | 1147                     |
| Morges              | 5642   | +017 529,                  | 1110                     |
| Orny                | 5493   | +000486,                   | 1317                     |
| Pompaples           | 5497   | +000858,                   | 1318                     |
| Préverenges         | 5643   | +005 204,                  | 1028                     |
| Romanel-sur-Morges  | 5645   | +000460,                   | 1122                     |
| Saint-Livres        | 5435   | +000696,                   | 1176                     |
| Saint-Oyens         | 5436   | +000455,                   | 1187                     |
| Saint-Prex          | 5646   | +005 871,                  | 1162                     |
| Saubraz             | 5437   | +000448,                   | 1189                     |
| Senarclens          | 5499   | +000495,                   | 1304                     |
| Tolochenaz          | 5649   | +001 890,                  | 1131                     |
| Vaux-sur-Morges     | 5650   | +000185,                   | 1126                     |
| Villars-sous-Yens   | 5652   | +000615,                   | 1168                     |
| Vufflens-le-Château | 5653   | +000884,                   | 1134                     |
| Vullierens          | 5654   | +000561,                   | 1115                     |
| Yens                | 5655   | +001 511,                  | 1169                     |
| Total               | Total  | +087 208,                  |                          |

## Sources
- (de) Cet article est partiellement ou en totalité issu de l’article de Wikipédia en allemand intitulé « Morges (Bezirk) » (voir la liste des auteurs).

1. 1 2  « Bilan démographique selon le niveau géographique institutionnel » , sur Office fédéral de la statistique (consulté le 31 août 2023).
2. ↑  Canton de Vaud, « Liste des communes avec leur ancien district » (consulté le 28 décembre 2007).
3. ↑  « Préfecture de Morges », sur vd.ch (consulté le 11 février 2018).
4. ↑  [xls] « Liste officielle des communes de la Suisse - 01.01.2016 »(Archive.org • Wikiwix • Archive.is • Google • Que faire ?), sur Office fédéral de la statistique (consulté le 17 février 2016).